# Чепіль Марія Василівна
Марі́я Васи́лівна Че́піль (8 червня 1970) — українська спортсменка-пауерліфтер, майстер спорту України міжнародного класу, проживає в місті Коломия.

## Біографія
З 1988 до 1990 рр. навчалася в Івано-Франківському технікумі фізичної культури. 2004 закінчила Прикарпатський університет імені Василя Стефаника. З 2010 до 2014 рр. — аспірантка Прикарпатського національного університету імені Василя Стефаника.
З 2003 до 2005 рр. працювала тренером-викладачем з пауерліфтингу ДЮСШ ФСТ «Україна». З 2005 р. працює старшим викладачем кафедри педагогіки і психології Коломийського інституту ДВНЗ «Прикарпатський національний університет імені Василя Стефаника».
У складі збірної команди України з пауерліфтингу виступає із початку 2000-х років.
З 2009 р. — суддя національної категорії з пауерліфтингу.

## Спортивні досягнення
- у серпні 2011 року в чеському місті Пльзень у вправі жим лежачи здобула срібну нагороду,
- у серпні 2014 року на Чемпіонаті Європи завоювала бронзову нагороду,
- у травні 2015-го в Німеччині на чемпіонаті Європи-2015 з пауерліфтингу серед жінок здобула бронзову нагороду, вагова категорія 57 кг, з результатом 457,5 кг (180–117,5-160).